# María Belén Jerez Spuler
María Belén Jerez Spuler (sinh ngày 4 tháng 2 năm 1989) là người mẫu người Argentina-Chile. Cô đăng quang Hoa hậu Quốc tế Chile 2015 và đại diện cho đất nước Chile tham gia cuộc thi Hoa hậu Hoàn vũ năm 2015.

## Đời tư
María Belén sinh ra ở thủ đô Buenos Aires, Argentina. Đến khi 8 tuổi, cô chuyển nhà và định cư ở Chile. Cô hiện sống ở khu tự quản Viña del Mar, Chile và làm nghề người mẫu kiêm nha sĩ.

## Cuộc thi sắc đẹp

### Người mẫu ưu tú Chile năm 2007
María Belén tham gia cuộc thi Người mẫu ưu tú Chile năm 2007 và giành được vị trí thứ ba. Cô còn giành giải thí sinh có gương mặt xuất sắc nhất.

### Hoa hậu Thế giới Chile năm 2013
María Belén tham gia cuộc thi Hoa hậu Thế giới Chile 2013, nhưng cô đã rút lui.

### Hoa hậu Châu lục năm 2013
María Belén dự thi Hoa hậu Lục địa 2013 tại Ecuador và giành được ngôi vị Á hậu 1.

### Hoa hậu Hoàn vũ Chile năm 2014
María Belén tham gia cuộc thi Hoa hậu Hoàn vũ Chile 2014, tuy nhiên cô đã rút lui.

### Hoa hậu Hoàn vũ Chile năm 2015
Ngày 23 tháng 1 năm 2015, trong một buổi lễ riêng được tổ chức tại Khách sạn Noi, cô được Luciano Marocchino, Giám đốc cuộc thi Hoa hậu Hoàn vũ Chile, cho phép tham gia cuộc thi Hoa hậu Hoàn vũ năm 2015 với tư cách Hoa hậu Hoàn vũ Chile năm 2015.

### Hoa hậu Hoàn vũ năm 2015
Với tư cách Hoa hậu Hoàn vũ Chile năm 2015, ngày 20 tháng 12 năm 2015, cô tham gia cuộc thi Hoa hậu Hoàn vũ 2015, nhưng không có mặt trong Top 15.